# 최용화
최용화 (崔容華, 1992년 1월 30일~ )는 대한민국의 스타크래프트 II 프로게이머이다. 아이디는 YongHwa이며 종족은 프로토스이다.
2011년 IM에 입단하며 프로게이머 활동을 시작했다.
2014년 7월 IM과 결별, 무소속 신분이 되었다.
2014년 7월 31일 MVP에 입단하였다.
2015년 12월 2일부로 MVP와 결별하였다.

## 주요 경력
스타크래프트 II : 프리미어 개인리그 준우승 1회
- 2012년 7월 HomeStory Cup Season 5 준우승 (VS Nerchio 1:4)
- 2012년 9월 WCG 2012 국가대표 선발전 국가대표 선발전 우승 (VS 이정훈 2:1)
- 2012년 핫식스 2012 글로벌 스타크래프트 II 리그 시즌 5 Code A 24강
- 2013년 핫식스 2013 글로벌 스타크래프트 II 리그 시즌 1 Code A 24강
- 2013년 3월 IEM Season VII - World Championship 4강
- 2013년 2013 WCS Korea Season 1 챌린저리그 32강
- 2013년 2013 WCS 코리아 시즌 2 옥션 올킬 스타리그 32강
- 2013년 2013 WCS 코리아 시즌 2 챌린저리그 12강
- 2013년 2013 WCS 코리아 시즌 3 조군샵 글로벌 스타크래프트 II 리그 32강
- 2013년 2013 WCS 코리아 시즌 3 챌린저리그 48강
- 2014년 2014 WCS 코리아 시즌 1 핫식스 글로벌 스타크래프트 II 리그 코드 S 32강
- 2014년 2014 WCS 코리아 시즌 2 핫식스 글로벌 스타크래프트 II 리그 코드 S 32강
- 2014년 2014 WCS 코리아 시즌 3 핫식스 글로벌 스타크래프트 II 리그 코드 A 48강
- 2014년 WECG 2014 한국대표선발전 스타크래프트 ll 부문 16강
- 2014년 PughCraft Invitational #2 16강
- 2014년 2015 스타크래프트 II 스타리그 시즌 1 챌린지 32강
- 2015년 2015 글로벌 스타크래프트 II 리그 시즌 1 코드 S 32강
- 2015년 2015 스베누 글로벌 스타크래프트 II 리그 시즌 2 코드 A 48강
- 2015년 IEM Season X - Shenzhen 16강